# Avully
Avully är en ort och kommun i kantonen Genève, Schweiz. Kommunen har 1 757 invånare (2023). Avully ligger på den södra sidan av floden Rhône och gränsar till kommunerna Dardagny, Cartigny, Avusy, Chancy samt till Frankrike. Den består av ortsdelarna Avully-Village, Epeisses, Eaumorte och Gennecy.